# テーウー
テーウー（ビルマ語表記:ဌေးဦး、Htay Oo　1950年1月20日 - ）は、ミャンマーの政治家。連邦団結発展党党首を務めた。

## 略歴
ハインサダ生まれ。陸軍出身で農業・灌漑大臣、ミャンマー下院議員などを歴任した。2015年8月に起こった「党内クーデター」により、テイン・セイン大統領と対立するトゥラ・シュエ・マンが連邦団結発展党党首から解任されると、後任として選ばれた。しかし、11月の総選挙で連邦団結発展党が歴史的な惨敗を喫すると、翌年にテイン・セインが党首に復帰した。
なお、2012年と2014年に来日している。